# Coupe d'Afrique des nations de football des moins de 17 ans 2023
Navigation
Gabon 2019 Maroc 2025
La Coupe d’Afrique des nations des moins de 17 ans 2023 (également appelée Coupe d’Afrique des Nations U-17 Total) est un tournoi de football organisé par la Confédération africaine de football (CAF) en Algérie du 29 avril au 19 mai 2023.
Les quatre demi-finalistes sont qualifiés pour la coupe du monde des moins de 17 ans 2023.

## Préparation

### Villes et stades
La compétition est organisée en Algérie, au Stade Nelson-Mandela (Alger), au stade Chahid Hamlaoui (Constantine) et au Stade du 19-Mai-1956 (Annaba).

## Qualifications
Les qualifications regroupent 52 équipes réparties en six zones géographiques. Il y a deux équipes qualifiées par zones le champions ainsi que le finaliste , à l'exception du pays hôte ainsi la zone Union nord-africaine de football de l'Afrique du Nord ont une seule équipe qualifiée l’Algérie en tant que pays organisateur.
Dans chaque zones est organisé un tournoi constitué d'un tour de poules puis de matchs à élimination directe.
| Zone                          | Pays hôte  | Equipe qualifiée      |
| ----------------------------- | ---------- | --------------------- |
| Afrique du Nord               | Algérie    | Algérie Maroc         |
| Afrique de l'Ouest - A        | Mauritanie | Sénégal Mali          |
| Afrique de l'Ouest - B        | Ghana      | Nigeria Burkina Faso  |
| Afrique centrale              | Cameroun   | Cameroun Congo        |
| Afrique de l'Est et du Centre | Éthiopie   | Soudan du Sud Somalie |
| Afrique australe              | Malawi     | Zambie Afrique du Sud |

## Participants

### Équipes
| Équipe         | Participation à la phase finale | Meilleure performance en phase finale |
| -------------- | ------------------------------- | ------------------------------------- |
| Algérie        | 2e                              | Finaliste (1) · (2009)                |
| Cameroun       | 8e                              | Vainqueur (2) · (2003, 2019)          |
| Congo          | 2e                              | Troisième (1) · (2011)                |
| Maroc          | 3e                              | Quatrième (2013)                      |
| Nigeria        | 10e                             | Vainqueur (2) · (2001, 2007)          |
| Burkina Faso   | 5e                              | Vainqueur (1) · (2011)                |
| Sénégal        | 3e                              | Phase de groupes (2011, 2019)         |
| Mali           | 9e                              | Vainqueur (2) · (2015, 2017)          |
| Somalie        | 1re                             | Première participation                |
| Soudan du Sud  | 1re                             | Première participation                |
| Afrique du Sud | 4e                              | Finaliste (1) · (2015)                |
| Zambie         | 2e                              | Phase de groupes (2015)               |

## Tirage au sort
La date du tirage au sort a lieu le 1er février au cercle national de l’Armée à Alger.
| Prédéfini                                 | Chapeau 1          | Chapeau 2                                                      |
| ----------------------------------------- | ------------------ | -------------------------------------------------------------- |
| Algérie H (A1) Nigeria (B1) Cameroun (C1) | Maroc Sénégal Mali | Congo Somalie Afrique du Sud Zambie Burkina Faso Soudan du Sud |

| Groupe A                      | Groupe B                            | Groupe C                                 |
| ----------------------------- | ----------------------------------- | ---------------------------------------- |
| Algérie Sénégal Congo Somalie | Nigeria Maroc Afrique du Sud Zambie | Cameroun Mali Burkina Faso Soudan du Sud |

Le Soudan du Sud est disqualifié peu avant la compétition pour fraude sur l’âge de certains de ses joueurs.

## Phase de groupes
Les horaires de match sont en heure locale UTC+1.
- Équipe qualifiée
- Équipe éliminée

### Groupe A
| Rang | Équipe    | Pts | J | G | N | P | Bp | Bc | Diff |
| ---- | --------- | --- | - | - | - | - | -- | -- | ---- |
| 1    | Sénégal   | 9   | 3 | 3 | 0 | 0 | 7  | 0  | +7   |
| 2    | Algérie H | 4   | 3 | 1 | 1 | 1 | 3  | 4  | -1   |
| 3    | Congo     | 2   | 3 | 0 | 2 | 1 | 2  | 3  | -1   |
| 4    | Somalie   | 1   | 3 | 0 | 1 | 2 | 1  | 6  | -5   |

| 1re journée         | Algérie         | 2 - 0   | Somalie | Stade Nelson-Mandela, Baraki |                             |
| 29 avril 2023 20h00 | Anatouf 22e 51e | (1 - 0) |         | Arbitrage : Patrice Mebiane  | Arbitrage : Patrice Mebiane |
| 29 avril 2023 20h00 | Rapport         |         |         | Arbitrage : Patrice Mebiane  | Arbitrage : Patrice Mebiane |

| 30 avril 2023 | Sénégal   | 1 - 0   | Congo | Stade Nelson-Mandela, Baraki |                             |
| 14h00         | Diouf 77e | (0 - 0) |       | Arbitrage : Akhona Makalima  | Arbitrage : Akhona Makalima |
| 14h00         | Rapport   |         |       | Arbitrage : Akhona Makalima  | Arbitrage : Akhona Makalima |

| 2e journée       | Algérie | 0 - 3   | Sénégal                 | Stade Nelson-Mandela, Baraki |                           |
| 2 mai 2023 17h00 |         | (0 - 1) | 45+4 Diouf · 86e Savane | Arbitrage : Jelly Chavane    | Arbitrage : Jelly Chavane |
| 2 mai 2023 17h00 | Rapport |         |                         | Arbitrage : Jelly Chavane    | Arbitrage : Jelly Chavane |

| 2 mai 2023 | Congo      | 1 - 1   | Somalie     | Stade Nelson-Mandela, Baraki  |                               |
| 20h00      | Nzouzi 58e | (0 - 1) | 32e Mohamed | Arbitrage : Vincentia Amédomé | Arbitrage : Vincentia Amédomé |
| 20h00      | Rapport    |         |             | Arbitrage : Vincentia Amédomé | Arbitrage : Vincentia Amédomé |

| 5 mai 2023 | Congo        | 1 - 1   | Algérie     | Stade Nelson-Mandela, Baraki  |                               |
| 20h00      | Ndzoukou 66e | (0 - 0) | 74e Anatouf | Arbitrage : Abdulsalam Kassim | Arbitrage : Abdulsalam Kassim |
| 20h00      | Rapport      |         |             | Arbitrage : Abdulsalam Kassim | Arbitrage : Abdulsalam Kassim |

| 3e journée       | Somalie | 0 - 3   | Sénégal                                         | Stade Chahid-Hamlaoui, Constantine |                            |
| 5 mai 2023 20h00 |         | (0 - 2) | 8e (csc) Mohamed · 33e Diouf · 88e (pen.) Diémé | Arbitrage : Tuoniféré Soro         | Arbitrage : Tuoniféré Soro |
| 5 mai 2023 20h00 | Rapport |         |                                                 | Arbitrage : Tuoniféré Soro         | Arbitrage : Tuoniféré Soro |

### Groupe B
| Rang | Équipe         | Pts | J | G | N | P | Bp | Bc | Diff |
| ---- | -------------- | --- | - | - | - | - | -- | -- | ---- |
| 1    | Maroc          | 6   | 3 | 2 | 0 | 1 | 4  | 2  | +2   |
| 2    | Nigeria        | 6   | 3 | 2 | 0 | 1 | 4  | 3  | +1   |
| 3    | Afrique du Sud | 3   | 3 | 1 | 0 | 2 | 5  | 5  | 0    |
| 4    | Zambie         | 3   | 3 | 1 | 0 | 2 | 4  | 5  | -1   |

| 1re journée         | Nigeria    | 1 - 0   | Zambie | Stade Chahid-Hamlaoui, Constantine |                           |
| 30 avril 2023 17h00 | Daniel 76e | (0 - 0) |        | Arbitrage : Youcef Gamouh          | Arbitrage : Youcef Gamouh |
| 30 avril 2023 17h00 | Rapport    |         |        | Arbitrage : Youcef Gamouh          | Arbitrage : Youcef Gamouh |

| 30 avril 2023 | Maroc                              | 2 - 0   | Afrique du Sud | Stade Chahid-Hamlaoui, Constantine |                            |
| 20h00         | Ait Boudlal 73e (pen.) · Hanin 83e | (0 - 0) |                | Arbitrage : Adalbert Diouf         | Arbitrage : Adalbert Diouf |
| 20h00         | Rapport                            |         |                | Arbitrage : Adalbert Diouf         | Arbitrage : Adalbert Diouf |

| 2e journée       | Nigeria | 0 - 1   | Maroc           | Stade Chahid-Hamlaoui, Constantine |                             |
| 3 mai 2023 18h00 |         | (0 - 1) | 2e (csc) Ogboji | Arbitrage : Ousmane Diakite        | Arbitrage : Ousmane Diakite |
| 3 mai 2023 18h00 | Rapport |         |                 | Arbitrage : Ousmane Diakite        | Arbitrage : Ousmane Diakite |

| 3 mai 2023 | Afrique du Sud                  | 3 - 2   | Zambie         | Stade Chahid-Hamlaoui, Constantine |                                |
| 20h00      | Mkhawana 12e 31e · Donkunmu 71e | (2 - 0) | 45e 48e Mwanza | Arbitrage : Muhammad Elmabrouk     | Arbitrage : Muhammad Elmabrouk |
| 20h00      | Rapport                         |         |                | Arbitrage : Muhammad Elmabrouk     | Arbitrage : Muhammad Elmabrouk |

| 3e journée       | Afrique du Sud             | 2 - 3   | Nigeria                              | Stade Chahid-Hamlaoui, Constantine |                              |
| 6 mai 2023 20h00 | Mkhawana 6e · Mabena 45+3e | (2 - 1) | 34e Agada · 46e Eke · 64e Abdullahhi | Arbitrage : Dickens Nyagrowa       | Arbitrage : Dickens Nyagrowa |
| 6 mai 2023 20h00 | Rapport                    |         |                                      | Arbitrage : Dickens Nyagrowa       | Arbitrage : Dickens Nyagrowa |

| 6 mai 2023 | Zambie                         | 2 - 1   | Maroc       | Stade Nelson-Mandela, Baraki                     |                                                  |
| 20h00      | Malaya 73e · Mwanza 87e (pen.) | (0 - 1) | 18e Ouazane | Arbitrage : Merveil Melvin Mandekouzou-Vendafara | Arbitrage : Merveil Melvin Mandekouzou-Vendafara |
| 20h00      | Rapport                        |         |             | Arbitrage : Merveil Melvin Mandekouzou-Vendafara | Arbitrage : Merveil Melvin Mandekouzou-Vendafara |

### Groupe C
| Rang | Équipe        | Pts | J | G | N | P | Bp | Bc | Diff |
| ---- | ------------- | --- | - | - | - | - | -- | -- | ---- |
| 1    | Mali          | 6   | 2 | 2 | 0 | 0 | 3  | 0  | +3   |
| 2    | Burkina Faso  | 3   | 2 | 1 | 0 | 1 | 2  | 2  | 0    |
| 3    | Cameroun      | 0   | 2 | 0 | 0 | 2 | 1  | 4  | -3   |
| 4    | Soudan du Sud | 0   | 0 | 0 | 0 | 0 | 0  | 0  | 0    |

| 1re journée        | Cameroun | Annulée | Soudan du Sud | Stade du 19 mai 1956, Annaba |
| 1er mai 2023 17h00 |          |         |               |                              |

| 1er mai 2023 | Mali        | 1 - 0   | Burkina Faso | Stade du 19 mai 1956, Annaba |                              |
| 20h00        | Doumbia 25e | (1 - 0) |              | Arbitrage : Abdulsalam Kasim | Arbitrage : Abdulsalam Kasim |
| 20h00        | Rapport     |         |              | Arbitrage : Abdulsalam Kasim | Arbitrage : Abdulsalam Kasim |

| 2e journée       | Cameroun | 0 - 2   | Mali                      | Stade du 19 mai 1956, Annaba |                              |
| 4 mai 2023 17h00 |          | (0 - 0) | 86e Barry · 90+5e Doumbia | Arbitrage : Bouchra Karboubi | Arbitrage : Bouchra Karboubi |
| 4 mai 2023 17h00 | Rapport  |         |                           | Arbitrage : Bouchra Karboubi | Arbitrage : Bouchra Karboubi |

| 4 mai 2023 | Burkina Faso | Annulée | Soudan du Sud | Stade du 19 mai 1956, Annaba |
| 20h00      |              |         |               |                              |

| 3e journée       | Burkina Faso | 2 - 1   | Cameroun    | Stade du 19 mai 1956, Annaba    |                                 |
| 7 mai 2023 20h00 | Alio 76e 78e | (0 - 0) | 61e Yondijo | Arbitrage : Musthapha Kech Chaf | Arbitrage : Musthapha Kech Chaf |
| 7 mai 2023 20h00 | Rapport      |         |             | Arbitrage : Musthapha Kech Chaf | Arbitrage : Musthapha Kech Chaf |

| 7 mai 2023 | Soudan du Sud | Annulée | Mali | Stade Chahid-Hamlaoui, Constantine |
| 20h00      |               |         |      |                                    |

### Meilleurs troisièmes
Deux équipes classées troisièmes de leur poule sont repêchées pour compléter le tableau quart de finale. Pour désigner les 2 meilleurs troisièmes, un classement est effectué en comparant les résultats dans leur groupe respectif de chacune des équipes :
Règles de départage :
1. Plus grand nombre de points obtenus ;
2. Match direct
3. Meilleure différence de buts ;
4. Plus grand nombre de buts marqués ;
5. Classement du fair-play (deux cartons jaunes dans le même match ou un carton rouge direct équivalent à -3 points, et un carton jaune à -1 point)

Le règlement a été changé à la suite de la disqualification de l’équipe du Soudan du Sud. Seuls les matchs contre les deux équipes les mieux classées du groupe A et B sont pris en comptes pour le classement des meilleurs troisièmes.
| Rang | Équipe         | Pts | J | G | N | P | Bp | Bc | Diff |
| ---- | -------------- | --- | - | - | - | - | -- | -- | ---- |
| 1    | Congo          | 1   | 2 | 0 | 1 | 1 | 1  | 2  | -1   |
| 2    | Afrique du Sud | 0   | 2 | 0 | 0 | 2 | 2  | 5  | -3   |
| 3    | Cameroun       | 0   | 2 | 0 | 0 | 2 | 1  | 4  | -3   |

- Équipe qualifiée
- Équipe éliminée

### Équipe type pour la phase de groupes
Le Groupe d'étude technique de la CAF annonce l’équipe type de la phase de groupes de la CAN U17 TotalEnergies Algérie 2023.
| Gardiens     | Défenseurs                                                                 | Milieux                                               | Attaquants                                  |
| ------------ | -------------------------------------------------------------------------- | ----------------------------------------------------- | ------------------------------------------- |
| Boumara Koné | Lassina Traoré Abdelhamid Maali Serigne Fallou Diouf Yahaya Danjuma Lawali | Abiga Wumba Niati Tsimba Adam Chakir Ange Martial Tia | Amara Diouf Mamadou Doumbia Souleymane Alio |

| Meilleur entraîneur | Meilleur gardien | Meilleur buteur | Meilleur joueur |
| ------------------- | ---------------- | --------------- | --------------- |
| Serigne Saliou Dia  | Boumara Koné     | Amara Diouf     | Amara Diouf     |

## Phase à élimination directe

### Tableau final
|  | Quarts de finale                                | Quarts de finale                         | Quarts de finale                                | Quarts de finale                         |         |         | Demi-finales                              | Demi-finales                              | Demi-finales                              | Demi-finales                              |                                           |                                           | Finale                                   | Finale                                   | Finale                                   | Finale                                   |
|  |                                                 |                                          |                                                 |                                          |         |         |                                           |                                           |                                           |                                           |                                           |                                           |                                          |                                          |                                          |                                          |
|  | 10 mai 2023, Stade Nelson-Mandela, Alger        | 10 mai 2023, Stade Nelson-Mandela, Alger | 10 mai 2023, Stade Nelson-Mandela, Alger        | 10 mai 2023, Stade Nelson-Mandela, Alger |         |         | 14 mai 2023, Stade du 19-Mai-1956, Annaba | 14 mai 2023, Stade du 19-Mai-1956, Annaba | 14 mai 2023, Stade du 19-Mai-1956, Annaba | 14 mai 2023, Stade du 19-Mai-1956, Annaba |                                           |                                           | 19 mai 2023, Stade Nelson-Mandela, Alger | 19 mai 2023, Stade Nelson-Mandela, Alger | 19 mai 2023, Stade Nelson-Mandela, Alger | 19 mai 2023, Stade Nelson-Mandela, Alger |
|  | 10 mai 2023, Stade Nelson-Mandela, Alger        | 10 mai 2023, Stade Nelson-Mandela, Alger | 10 mai 2023, Stade Nelson-Mandela, Alger        | 10 mai 2023, Stade Nelson-Mandela, Alger |         |         | 14 mai 2023, Stade du 19-Mai-1956, Annaba | 14 mai 2023, Stade du 19-Mai-1956, Annaba | 14 mai 2023, Stade du 19-Mai-1956, Annaba | 14 mai 2023, Stade du 19-Mai-1956, Annaba |                                           |                                           | 19 mai 2023, Stade Nelson-Mandela, Alger | 19 mai 2023, Stade Nelson-Mandela, Alger | 19 mai 2023, Stade Nelson-Mandela, Alger | 19 mai 2023, Stade Nelson-Mandela, Alger |
|  | A1                                              | Sénégal                                  | 5                                               | 5                                        |         |         | 14 mai 2023, Stade du 19-Mai-1956, Annaba | 14 mai 2023, Stade du 19-Mai-1956, Annaba | 14 mai 2023, Stade du 19-Mai-1956, Annaba | 14 mai 2023, Stade du 19-Mai-1956, Annaba |                                           |                                           | 19 mai 2023, Stade Nelson-Mandela, Alger | 19 mai 2023, Stade Nelson-Mandela, Alger | 19 mai 2023, Stade Nelson-Mandela, Alger | 19 mai 2023, Stade Nelson-Mandela, Alger |
|  | A1                                              | Sénégal                                  | 5                                               | 5                                        |         |         | 14 mai 2023, Stade du 19-Mai-1956, Annaba | 14 mai 2023, Stade du 19-Mai-1956, Annaba | 14 mai 2023, Stade du 19-Mai-1956, Annaba | 14 mai 2023, Stade du 19-Mai-1956, Annaba |                                           |                                           | 19 mai 2023, Stade Nelson-Mandela, Alger | 19 mai 2023, Stade Nelson-Mandela, Alger | 19 mai 2023, Stade Nelson-Mandela, Alger | 19 mai 2023, Stade Nelson-Mandela, Alger |
|  | B3                                              | Afrique du Sud                           | 0                                               | 0                                        |         |         | 14 mai 2023, Stade du 19-Mai-1956, Annaba | 14 mai 2023, Stade du 19-Mai-1956, Annaba | 14 mai 2023, Stade du 19-Mai-1956, Annaba | 14 mai 2023, Stade du 19-Mai-1956, Annaba |                                           |                                           | 19 mai 2023, Stade Nelson-Mandela, Alger | 19 mai 2023, Stade Nelson-Mandela, Alger | 19 mai 2023, Stade Nelson-Mandela, Alger | 19 mai 2023, Stade Nelson-Mandela, Alger |
|  | B3                                              | Afrique du Sud                           | 0                                               | 0                                        | Sénégal | Sénégal | 1 (5)                                     | 1 (5)                                     |                                           |                                           |                                           |                                           | 19 mai 2023, Stade Nelson-Mandela, Alger | 19 mai 2023, Stade Nelson-Mandela, Alger | 19 mai 2023, Stade Nelson-Mandela, Alger | 19 mai 2023, Stade Nelson-Mandela, Alger |
|  | 11 mai 2023, Stade Nelson-Mandela, Alger        |                                          |                                                 |                                          | Sénégal | Sénégal | 1 (5)                                     | 1 (5)                                     |                                           |                                           |                                           |                                           | 19 mai 2023, Stade Nelson-Mandela, Alger | 19 mai 2023, Stade Nelson-Mandela, Alger | 19 mai 2023, Stade Nelson-Mandela, Alger | 19 mai 2023, Stade Nelson-Mandela, Alger |
|  |                                                 |                                          | Burkina Faso                                    | Burkina Faso                             | 1 (4)   | 1 (4)   |                                           |                                           |                                           |                                           |                                           |                                           | 19 mai 2023, Stade Nelson-Mandela, Alger | 19 mai 2023, Stade Nelson-Mandela, Alger | 19 mai 2023, Stade Nelson-Mandela, Alger | 19 mai 2023, Stade Nelson-Mandela, Alger |
|  | B2                                              | Nigeria                                  | Burkina Faso                                    | Burkina Faso                             | 1 (4)   | 1 (4)   | 1                                         | 1                                         |                                           |                                           |                                           |                                           | 19 mai 2023, Stade Nelson-Mandela, Alger | 19 mai 2023, Stade Nelson-Mandela, Alger | 19 mai 2023, Stade Nelson-Mandela, Alger | 19 mai 2023, Stade Nelson-Mandela, Alger |
|  | B2                                              | Nigeria                                  | 14 mai 2023, Stade Chahid-Hamlaoui, Constantine |                                          |         |         | 1                                         | 1                                         |                                           |                                           |                                           |                                           | 19 mai 2023, Stade Nelson-Mandela, Alger | 19 mai 2023, Stade Nelson-Mandela, Alger | 19 mai 2023, Stade Nelson-Mandela, Alger | 19 mai 2023, Stade Nelson-Mandela, Alger |
|  | C2                                              | Burkina Faso                             | 2                                               | 2                                        |         |         |                                           |                                           |                                           |                                           |                                           |                                           | 19 mai 2023, Stade Nelson-Mandela, Alger | 19 mai 2023, Stade Nelson-Mandela, Alger | 19 mai 2023, Stade Nelson-Mandela, Alger | 19 mai 2023, Stade Nelson-Mandela, Alger |
|  | C2                                              | Burkina Faso                             | 2                                               | 2                                        | Sénégal | Sénégal | 2                                         | 2                                         |                                           |                                           |                                           |                                           |                                          |                                          |                                          |                                          |
|  | 10 mai 2023, Stade Chahid-Hamlaoui, Constantine |                                          |                                                 |                                          | Sénégal | Sénégal | 2                                         | 2                                         |                                           |                                           |                                           |                                           |                                          |                                          |                                          |                                          |
|  |                                                 |                                          | Maroc                                           | Maroc                                    | 1       | 1       |                                           |                                           |                                           |                                           |                                           |                                           |                                          |                                          |                                          |                                          |
|  | B1                                              | Maroc                                    | Maroc                                           | Maroc                                    | 1       | 1       | 3                                         | 3                                         |                                           |                                           |                                           |                                           |                                          |                                          |                                          |                                          |
|  | B1                                              | Maroc                                    |                                                 |                                          |         |         |                                           |                                           |                                           |                                           |                                           |                                           |                                          |                                          |                                          |                                          |
|  | A2                                              | Algérie                                  | 0                                               | 0                                        |         |         |                                           |                                           |                                           |                                           |                                           |                                           |                                          |                                          |                                          |                                          |
|  | A2                                              | Algérie                                  | 0                                               | 0                                        | Maroc   | Maroc   | 0 (6)                                     | 0 (6)                                     | Match pour la troisième place             | Match pour la troisième place             | Match pour la troisième place             | Match pour la troisième place             |                                          |                                          |                                          |                                          |
|  | 11 mai 2023, Stade du 19-Mai-1956               |                                          |                                                 |                                          | Maroc   | Maroc   | 0 (6)                                     | 0 (6)                                     | Match pour la troisième place             | Match pour la troisième place             | Match pour la troisième place             | Match pour la troisième place             |                                          |                                          |                                          |                                          |
|  |                                                 |                                          | Mali                                            | Mali                                     | 0 (5)   | 0 (5)   |                                           |                                           | 18 mai 2023, Stade du 19-Mai-1956, Annaba | 18 mai 2023, Stade du 19-Mai-1956, Annaba | 18 mai 2023, Stade du 19-Mai-1956, Annaba | 18 mai 2023, Stade du 19-Mai-1956, Annaba |                                          |                                          |                                          |                                          |
|  | C1                                              | Mali                                     | Mali                                            | Mali                                     | 0 (5)   | 0 (5)   | 3                                         | 3                                         | 18 mai 2023, Stade du 19-Mai-1956, Annaba | 18 mai 2023, Stade du 19-Mai-1956, Annaba | 18 mai 2023, Stade du 19-Mai-1956, Annaba | 18 mai 2023, Stade du 19-Mai-1956, Annaba |                                          |                                          |                                          |                                          |
|  | C1                                              | Mali                                     |                                                 |                                          |         |         |                                           | 3                                         |                                           |                                           | Burkina Faso                              | Burkina Faso                              | 2                                        | 2                                        |                                          |                                          |
|  | A3                                              | Congo                                    | 0                                               | 0                                        |         |         |                                           |                                           |                                           |                                           | Burkina Faso                              | Burkina Faso                              | 2                                        | 2                                        |                                          |                                          |
|  | A3                                              | Congo                                    | 0                                               | 0                                        | Mali    | Mali    | 1                                         | 1                                         |                                           |                                           |                                           |                                           |                                          |                                          |                                          |                                          |
|  |                                                 |                                          |                                                 |                                          |         |         |                                           |                                           |                                           |                                           |                                           |                                           |                                          |                                          |                                          |                                          |

### Quarts de finale
| 10 mai 2023 | Sénégal                                                          | 5 - 0   | Afrique du Sud | Stade Nelson-Mandela, Alger |                             |
| 17h00       | Renecke 36e (csc) · Wallis 39e (csc) · Sadio 44e · Diouf 56e 72e | (3 - 0) |                | Arbitrage : Patrice Mebiane | Arbitrage : Patrice Mebiane |
| 17h00       | Rapport                                                          |         |                | Arbitrage : Patrice Mebiane | Arbitrage : Patrice Mebiane |

| 10 mai 2023 | Maroc                        | 3 - 0   | Algérie | Stade Chahid-Hamlaoui, Constantine |                                |
| 20h00       | Ouazane 28e 57e · Chakir 87e | (1 - 0) |         | Arbitrage : Muhammad Elmabrouk     | Arbitrage : Muhammad Elmabrouk |
| 20h00       | Rapport                      |         |         | Arbitrage : Muhammad Elmabrouk     | Arbitrage : Muhammad Elmabrouk |

| 11 mai 2023 | Mali                                    | 3 - 0   | Congo | Stade du 19-Mai-1956, Annaba |                            |
| 17h00       | Tia 7e · Doumbia 31e · Barry 56e (pen.) | (2 - 0) |       | Arbitrage : Adalbert Diouf   | Arbitrage : Adalbert Diouf |
| 17h00       | Rapport                                 |         |       | Arbitrage : Adalbert Diouf   | Arbitrage : Adalbert Diouf |

| 11 mai 2023 | Nigeria      | 1 - 2   | Burkina Faso          | Stade Nelson-Mandela, Alger |                           |
| 20h00       | Abubakar 67e | (0 - 1) | 45e 57e (pen.) Camara | Arbitrage : Youcef Gamouh   | Arbitrage : Youcef Gamouh |
| 20h00       | Rapport      |         |                       | Arbitrage : Youcef Gamouh   | Arbitrage : Youcef Gamouh |

### Demi-finales
| 14 mai 2023 | Sénégal                                   | 1 - 1             | Burkina Faso                                 | Stade du 19-Mai-1956, Annaba   |                                |
| 17h00       | Fall 16e                                  |                   | 83e Ouédraogo                                | Arbitrage : Muhammad Elmabrouk | Arbitrage : Muhammad Elmabrouk |
| 17h00       | Rapport                                   |                   |                                              | Arbitrage : Muhammad Elmabrouk | Arbitrage : Muhammad Elmabrouk |
| 17h00       | S.F Diouf · Diatta · Sow · Savane · Diouf | Tirs au but 5 - 4 | Ouédraogo · Ouattara · Sore · Yaméogo · Alio | Arbitrage : Muhammad Elmabrouk | Arbitrage : Muhammad Elmabrouk |

| 14 mai 2023 | Maroc                                                                                 | 0 - 0             | Mali                                                    | Stade Chahid-Hamlaoui, Constantine |             |
| 20h00       |                                                                                       |                   |                                                         | Arbitrage :                        | Arbitrage : |
| 20h00       | Rapport                                                                               |                   |                                                         | Arbitrage :                        | Arbitrage : |
| 20h00       | Redouabe · Maali · Bakhti · Hamony · Ait Boudlal · Katiba · El Motaouakkel · Zahouani | Tirs au but 6 - 5 | Tia · Simpara · Koné · Kanate · Diarra · Doumbia · Koné | Arbitrage :                        | Arbitrage : |

### Match pour la troisième place
| 18 mai 2023 | Burkina Faso                   | 2 - 1 | Mali       | Stade du 19-Mai-1956, Annaba |                           |
| 20h00       | Camara 26e · Bougma 47e (pen.) |       | 58eDoumbia | Arbitrage : Youcef Gamouh    | Arbitrage : Youcef Gamouh |
| 20h00       | Rapport                        |       |            | Arbitrage : Youcef Gamouh    | Arbitrage : Youcef Gamouh |

### Finale
| 19 mai 2023 | Sénégal                           | 2 - 1 | Maroc           | Stade Nelson-Mandela, Alger |                             |
| 22h00       | S.F Diouf 80e (pen.) · Savane 83e |       | 14e Ait Boudlal | Arbitrage : Patrice Mebiame | Arbitrage : Patrice Mebiame |
| 22h00       | Rapport                           |       |                 | Arbitrage : Patrice Mebiame | Arbitrage : Patrice Mebiame |

## Récompenses
| Prix                | Lauréat              |
| ------------------- | -------------------- |
| Meilleur joueur     | Souleyman Alio       |
| Meilleur buteur     | Amara Diouf (5 buts) |
| Meilleur gardien    | Serigne Diouf        |
| Meilleur entraîneur | Saïd Chiba           |
| Prix du fair-play   | Maroc                |

## Résultat

### Équipe type
| Gardien       | Défenseurs                                                                       | Milieux                                     | Attaquants                                  |
| ------------- | -------------------------------------------------------------------------------- | ------------------------------------------- | ------------------------------------------- |
| Serigne Diouf | Lassina Traoré Abdelhamid Ait Boudlal Serigne Fallou Diouf Yahaya Danjuma Lawali | Sékou Koné Abdou Aziz Fall Rachide Ouédrago | Amara Diouf Mamadou Doumbia Souleymane Alio |

### Classement des buteurs
| 5 buts - Amara Diouf 4 buts - Mamadou Doumbia 3 buts - Moslem Anatouf - Zakaria Ouazane - Vicky Mkhawana - Emmanuel Mwanza | 2 buts - Souleymane Alio - Aboubacar Camara - Mahamoud Barry - Abdelhamid Ait Boudlal - Abubakar Abdullahi - Serigne Fallou Diouf - Mamadou Savane | 1 but - Appolinaire Bougma - Ousmane Camara - Rachide Ouédraogo - Matah Yondjio - Joseph Ndzoukou - Wumba Nzouzi - Ange Martial Tia - Adam Chakir - Adam Hanin - Abdelhamid Maali | - Charles Agada - Favour Daniel - Light Eke - Yaya Diémé - Abdou Aziz Fall - Mamadou Sadio - Diini Mohamed - Michael Dokunmu - Siyabonga Mabena - Samson Malaya |

contre son camp  (csc)
- Said Mohamed (pour le Sénégal)
- Waylon Renecke (pour le Sénégal)
- Benjamin Wallis (pour le Sénégal)

### Équipes qualifiées pour la Coupe du monde de football des moins de 17 ans 2023
Les quatre équipes qualifiées pour la Coupe du monde de football des moins de 17 ans 2023 en Indonésie
| Équipe       | Date de qualification | Statut         | Qualifications précédentes       |
| ------------ | --------------------- | -------------- | -------------------------------- |
| Sénégal      | 10 mai 2023           | Vainqueur      | 1 (2019)                         |
| Maroc        | 10 mai 2023           | Finaliste      | 1 (2013)                         |
| Mali         | 10 mai 2023           | Demi-finaliste | 5 (1997, 1999, 2001, 2015, 2017) |
| Burkina Faso | 11 mai 2023           | Demi-finaliste | 4 (1999, 2001, 2009, 2011)       |

## Voir Aussi
- [vidéo] The African Dream  - cérémonie de clôture CAN -17